# Cimetière de la Schosshalde
Le cimetière de la Schosshalde (en allemand : Schosshaldenfriedhof) est un cimetière à la Ostermundigenstrasse 116, à Berne. 

## Site naturel et culturel
Le cimetière se trouve proche d'Ostermundigen. Il a été ouvert en 1877, en remplacement de la roseraie bernoise (Rosengarten), puis augmenté à plusieurs reprises. Il héberge des animaux sauvages rares, de nombreuses espèces d'oiseaux, des chauves-souris et des petits animaux. Un sentier naturel fournit des informations sur plus de 200 arbres et arbustes.
Le Schosshaldenfriedhof contient notamment la tombe de la famille de Paul Klee, avec une plaque de bronze et la citation suivante :

« On ne peut me comprendre à partir de ce monde, car j'habite aussi bien chez les morts que chez les non-nés. Un peu plus près du cœur de la création qu'il est d'usage. Mais loin d'en être assez proche encore. »

Le cimetière apparaît dans Le Juge et son bourreau, de Friedrich Dürrenmatt, comme le lieu de sépulture du personnage Ulrich Schmied, un lieutenant de police assassiné.